# La Soupe aux choux (roman)
Pour les articles homonymes, voir La Soupe aux choux.
Pour l’article homonyme, voir La Soupe aux choux (film).
La Soupe aux choux est un roman de René Fallet, paru en 1980. Il a reçu le Prix RTL grand public et le Prix Rabelais 1980.

## Résumé
Claude Ratinier, dit le Glaude, et Francis Chérasse, dit le Bombé, le premier sabotier et le second puisatier, vivent dans leur hameau campagnard du Bourbonnais, nommé les Gourdiflots, très en retrait de la vie moderne. Une nuit, à la suite d'un concours de pets auquel se sont livrés les deux amis, un extraterrestre que le Glaude nommera la Denrée débarque en soucoupe volante de la planète Oxo dans le jardin de celui-ci. Le Glaude lui offre alors à manger de la soupe aux choux. L'extraterrestre appréciant le potage, il en emporte sur sa planète.
Le voisinage s'émeut des aller-retour du visiteur mais le Glaude et la Denrée se lient d'amitié. Peu après, l'extraterrestre lui propose de venir le rejoindre sur sa planète pour qu'il fasse bénéficier tous les Oxiens des bienfaits de la soupe aux choux, mais le Glaude refuse en mettant en avant son amitié avec le Bombé. Pourtant, rattrapés par les péripéties de la vie moderne, nos deux acolytes envisagent de plus en plus sérieusement de migrer sur la planète Oxo.

## Éditions
- René Fallet, La Soupe aux choux, Denoël, Paris, 22 janvier 1980, 238 p.,  (ISBN 978-2-207-22610-0).
- René Fallet, La Soupe aux choux, Gallimard, coll. « Folio » no 1479, Paris, 2 septembre 1983, 280 p.,  (ISBN 978-2-0703-7479-3).
- René Fallet, La Soupe aux choux, Éditions Chardon bleu, coll. « Largevision », Oullins, 1998, 2 volumes 281 p. et 216 p.,  (ISBN 2-86833-236-6 et 2-86833-237-4).

## Sources
Le roman de 1980 présente quelques similitudes avec la BD de 1975 Du cidre pour les étoiles de Jean-Claude Fournier. Fournier a dit à ce sujet : « Alors, je ne dis pas […] que Fallet m'a copié, mais si, par hasard, il s'était un peu inspiré de moi, ce serait le grand honneur ! »

## Adaptation cinématographique
Le roman a fait l'objet en 1981 d'une adaptation au cinéma, sous le même titre, dans une réalisation de Jean Girault et sur un scénario de Jean Halain, avec, notamment, Louis de Funès, Jean Carmet et Jacques Villeret.

## Banques de données, dictionnaires et encyclopédies
- Notices d'autorité :   - BnF (données)
  - WorldCat